# Zachary Throne
Zachary Throne (Hollywood, 3 april 1967) is een Amerikaanse acteur en muzikant.

## Biografie
Throne is een zoon van Malachi Throne en heeft een broer
Throne begon in 1990 met acteren in de televisieserie The Marshall Chronicles. Hierna heeft hij nog meerdere rollen gespeeld in televisieseries en films zoals The Heights (1992), Beverly Hills, 90210 (1993-1994), California Dreams (1994-1997) en Avatar: The Last Airbender (2006-2008).
Thorne is naast acteur ook een professionele muzikant, hij heeft gewerkt met Jamie Walters, Susanna Hoffs en anderen. Thorne bespeelt meerdere instrumenten zoals gitaar, drums en piano. Thorne speelde t/m 2005 de gitaar in de band Mother Pearl, in 2007 speelde hij de gitaar in de band Blackwater Suprise en in 2006 speelde hij gitaar in de band Cody Carpenter. Thorne heeft ook muziek gespeeld en geschreven in televisieseries en films, in 2010 heeft hij gespeeld en muziek geschreven voor de televisieserie On the Road in America, in 2005 speelde hij gitaar in de film Lackawanna Blues en in 2004 speelde hij gitaar in de film Bush Family Fortunes: The Best Democracy Money Can Buy.

## Filmografie

### Films
Uitgezonderd korte films.
- 2011 Time After Time – als Ricky
- 2011 He Loves Me – als client
- 2010 The Traveler – als de vreemdeling (stem)
- 2009 The Thaw – als dr. David Kruipen (stem)
- 2009 Ambition Takes Wing – als verteller
- 2004 Reality School – als leraar
- 2000 Meat Loaf: To Hell and Back – als Jim Steinman
- 1997 Soulmates – als decaan Carter
- 1996 Suspicious Agenda – als Simon
- 1995 Deceptions II: Edge of Deception – als Artie Samson
- 1990 When You Remember Me – als Clay

### Televisieseries
Uitgezonderd eenmalige gastrollen.
- 2006 – 2008 Avatar: The Last Airbender – als diverse stemmen – 7 afl. (animatieserie)
- 1994 – 1997 California Dreams – als Mark Winkle (zangstem) – 44 afl.
- 1994 – 1995 Party of Five – als Danny – 3 afl.
- 1993 – 1994 Beverly Hills, 90210 – als Howard – 6 afl.
- 1992 The Heights – als Lenny Wieckowski – 12 afl.
- 1990 Cop Rock – als officier Stillman – 3 afl.

### Computerspellen
- 2006 Flushed Away – als diverse stemmen

- International Standard Name Identifier: 0000 0003 6748 8760
- MusicBrainz: 80e2af2f-e64d-4575-91dd-dfba8551568d
- Virtual International Authority File: 231858729